# Kaien Island
Kaien Island är en ö i Kanada.   Den ligger i North Coast Regional District och provinsen British Columbia, i den sydvästra delen av landet, 3 900 km väster om huvudstaden Ottawa.
I omgivningarna runt Kaien Island växer i huvudsak barrskog. Runt Kaien Island är det mycket glesbefolkat, med 3 invånare per kvadratkilometer.